# Medelplana socken
Medelplana socken i Västergötland ingick i Kinne härad och området ingår ingår sedan 1971 i Götene kommun och motsvarar från 2016 Medelplana distrikt.
Socknens areal är 20,52 kvadratkilometer varav 20,50 land. År 2000 fanns här 302 invånare. Godsen Råbäck, Hällekis, Hjälmsäter och Trolmen samt sockenkyrkan Medelplana kyrka ligger i socknen.

## Administrativ historik
Socknen har medeltida ursprung.
Vid kommunreformen 1862 övergick socknens ansvar för de kyrkliga frågorna till Medelplana församling och för de borgerliga frågorna bildades Medelplana landskommun. Landskommunen uppgick 1952 i Kinnekulle landskommun som 1967 uppgick i Götene köping som 1971 ombildades till Götene kommun. Församlingen uppgick 2002 i Kinnekulle församling.
1 januari 2016 inrättades distriktet Medelplana, med samma omfattning som församlingen hade 1999/2000.  
Socknen har tillhört län, fögderier, tingslag och domsagor enligt vad som beskrivs i artikeln Kinne härad. De indelta soldaterna tillhörde Skaraborgs regemente, Höjentorps kompani.

## Geografi
Medelplana socken ligger på nordvästra delen av Kinnekulle med Vänern i väster. Socknen består av odlingsbygd och lövskog och med höjder som i Kinnekulles topp, Högkullen, når 307 meter över havet.

## Fornlämningar
Fem hällkistor från stenåldern är funna. Från järnåldern finns ett gravfält, stensättningar och domarringar.

## Namnet
Namnet skrevs 1325 Mädal Wplandhum och kommer från kyrkbyn. Namnets andra del är ortsnamnet Uplanda, som innehåller uppland, uppland; högt upp eller högre upp beläget land'.
Nament skrevs förr även Mellplana socken.

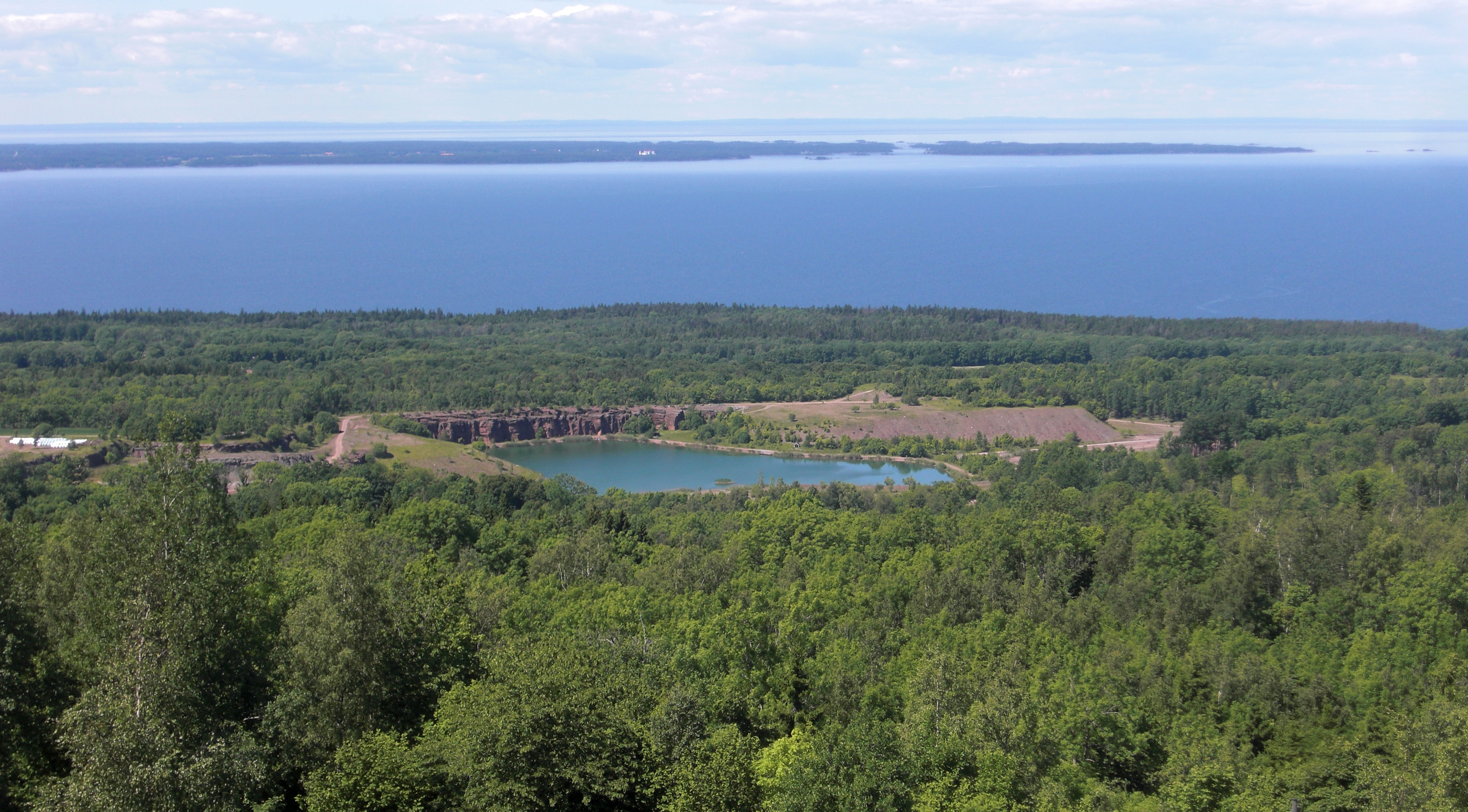
Hellekis cementfabriks kalkstensbrott
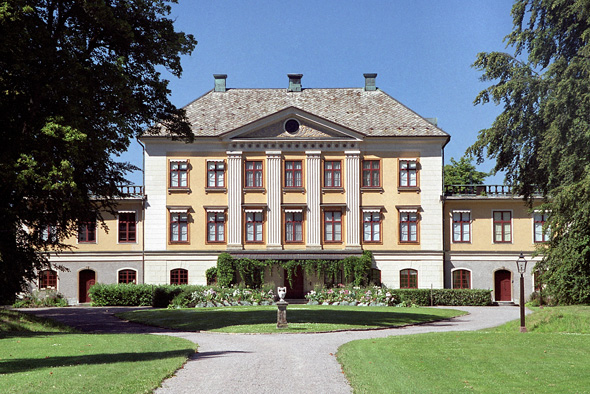
Hellekis säteri
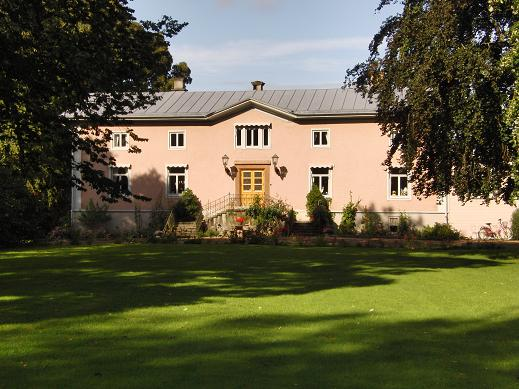
Hjelmsäters herrgård
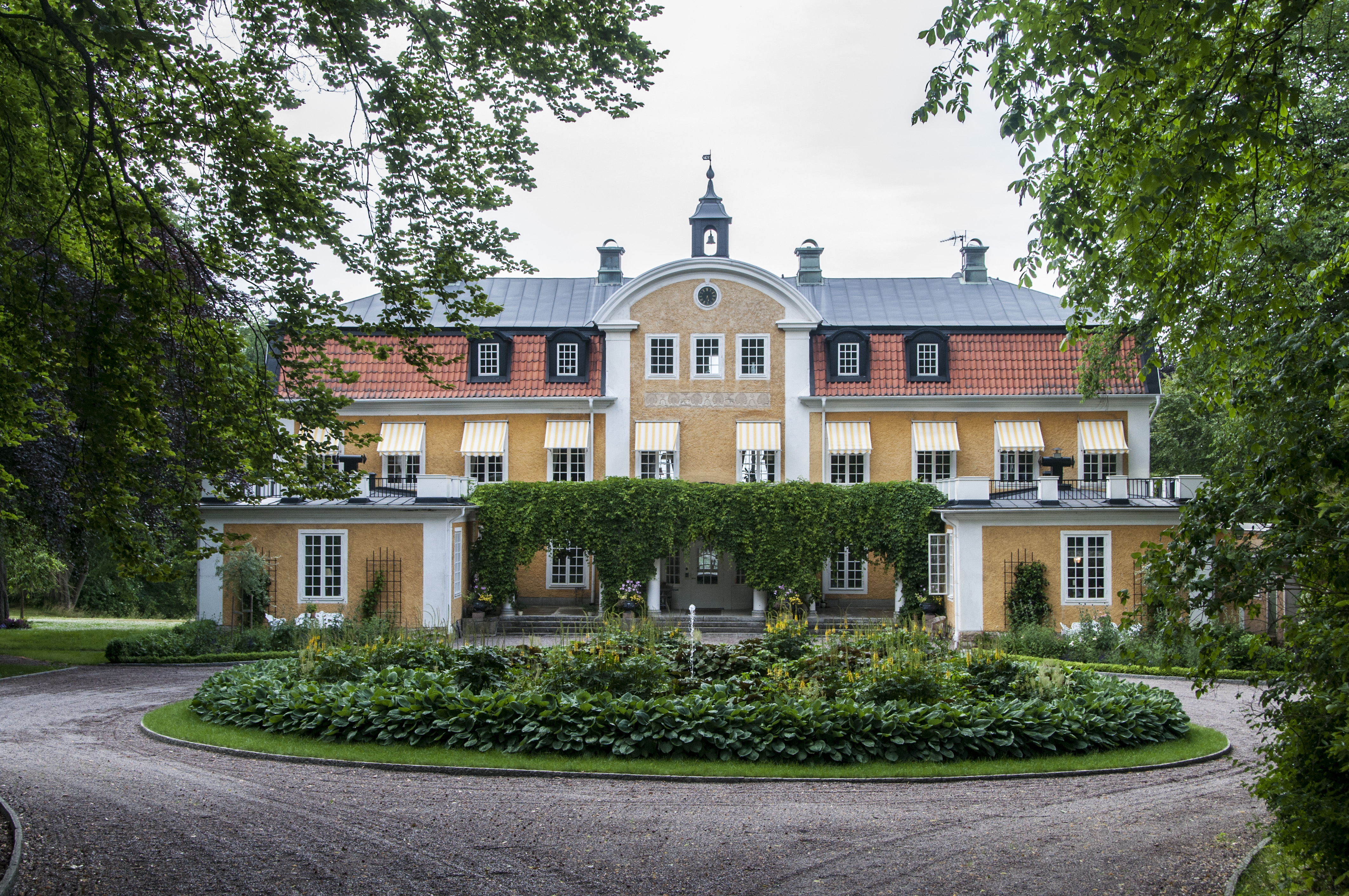
Råbäcks herrgård
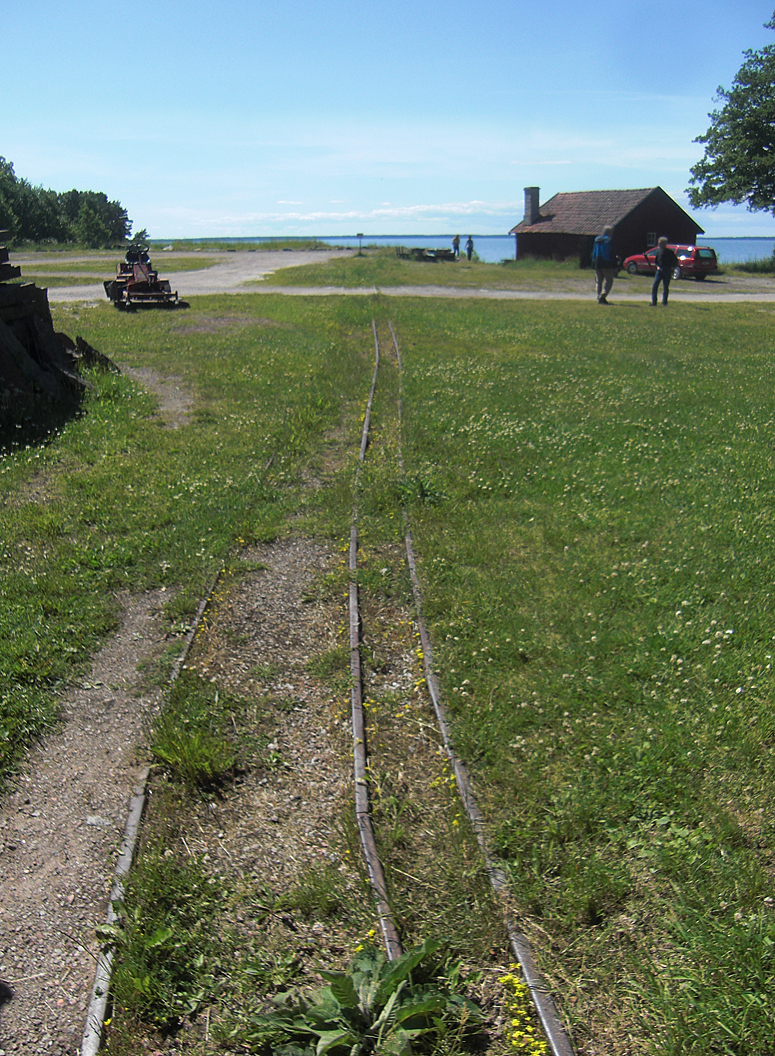
Råbäcks hamn
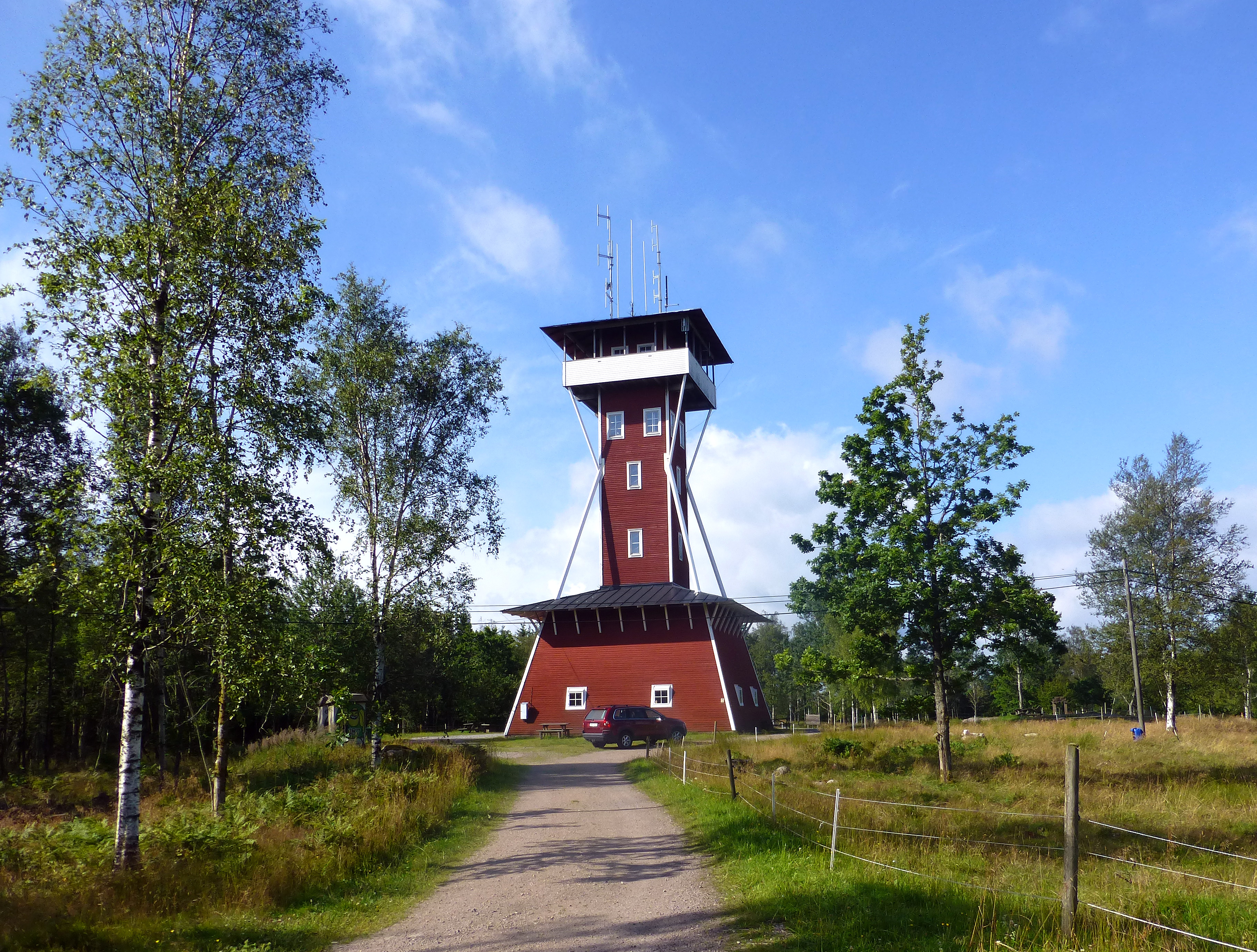
Utsiktstornet på Kinnekulle